# Бэтмен будущего: Возвращение Джокера
Бэтмен будущего: Возвращение Джокера (англ. Batman Beyond: Return of the Joker, также в Австралии и Европе известен как Batman of the Future: Return of the Joker) — американский анимационный фильм 2000 года, выпущенный сразу на видео, и основанный на комиксах о супергерое Бэтмене и его заклятом враге Джокере. Хронологически идёт после эпизода «Kings' Ransom» мультсериала «Бэтмен будущего»
До момента релиза фильм был сильно отредактирован: сцены насилия и диалоги были изменены. Впоследствии изначальный вариант был выпущен на DVD с рейтингом PG-13.

## Сюжет
В Готэм внезапно возвращается опасный преступник Джокер, который давно считался мёртвым. Ему противостоит новый Бэтмен, Терри Макгиннис. Он пытается предотвратить ограбления, совершаемые бандой Джокеров, но ничего не выходит. Старый Брюс Уэйн тем временем возвращается к руководству своей компанией, чем обескураживает молодого кандидата на высший пост Джордана Прайса. К несчастью, Джокер именно в охраняемой корпорации и нападает на выступавшего с речью Уэйна, повергая того в шок и ознаменуя своё воскрешение. При этом его люди тайно похищают оборудование из лаборатории компании, по-прежнему непонятно, зачем преступникам понадобились высокие технологии. Терри пытается узнать, почему Джокер так ненавидит Брюса и как получилось, что из всех врагов Бэтмена-Уэйна о сумасшедшем клоуне известно меньше всего. Вместо объяснений Брюс требует от Терри вернуть костюм Летучей мыши, они ссорятся, и Макгиннис уходит. После этого Джокер нападает на пещеру Бэтмена, а его банда пытается захватить Дану, девушку Терри. Уэйн встретился лицом к лицу с «другом, который пришёл поздороваться», и был отравлен токсином смеха вместе со своей собакой. Теперь Макгиннис, сражаясь с самым отъявленным психопатом, должен выяснить, что же произошло 30 лет назад, и какое отношение к тайне Джокера имеют Брюс, Барбара Гордон и Тим Дрейк.

## Роли озвучивали
- Уилл Фридл — Терренс «Терри» Макгиннис / Бэтмен будущего
- Кевин Конрой — Брюс Уэйн / Бэтмен
- Марк Хэмилл — Джокер и Джордан Прайс
- Энджи Хэрмон— Комиссар Барбара Гордон
- Дин Стоквелл — взрослый Тим Дрейк
- Тара Стронг — Барбара Гордон / Бэтгёрл
- Арлин Соркин — Доктор Харлин Квинзел / Харли Квинн
- Мэтью Валенсиа — Тим Дрейк / Робин
- Мелисса Джоан Харт — Дилия и Дидри Деннис / Ди-Ди
- Дон Харви — Чарльз Банц / Чуко
- Майкл Розенбаум — Стюарт Картер Уинтроп Третий / Упырь
- Фрэнк Уэлкер — Вуф / Человек-гиена, собака Эйс
- Генри Роллинз — Бенджамин Нокс / Бонк
- Лорен Том — Дана Тэн
- Тери Гарр — Мэри Макгиннис
- Райан О'Донохью — Мэттью «Мэтт» Макгиннис
- Рэйчел Ли Кук — Челси Каннингем
- Верни Уотсон-Джонсон — Джойс Карр
- Мэри Шеер — жена Тима Дрейка
- Марк Джонатан Дэвис — журналист
- Брюс Тимм — охранник
- Джейсон Стэнфорд — бандит
- Андреа Романо — Джей-джей / Джокер-младший

## Музыка
Саундтрек был выпущен в формате CD в 2000 году.
| Номер | Название трека                                                         |
| ----- | ---------------------------------------------------------------------- |
| 01    | Batman Beyond: Return of the Joker (Main Title)                        |
| 02    | Industrial Heist                                                       |
| 03    | Meet the Joker                                                         |
| 04    | Joker Crashes Bruce’s Party                                            |
| 05    | Terry Relieved of Duty                                                 |
| 06    | Nightclub Fight / Terry Rescues Bruce                                  |
| 07    | A Trap for Tim                                                         |
| 08    | Joker Family Portrait                                                  |
| 09    | Arkham Mayhem                                                          |
| 10    | Batman Defeats the Jokerz                                              |
| 11    | Joker Meets His End (Again)                                            |
| 12    | Healing Old Wounds                                                     |
| 13    | Crash (The Humble Brothers Remix) by Mephisto Odyssey (feat. Static-X) |
| 14    | Batman Beyond: Return of the Joker (End Title) by Kenny Wayne Shepherd |

### Участники записи
- Кристофер Картер — синтезатор, драм-программинг, дирижирование оркестром
- Габриэль Мозес — гитара
- Джон Баттон — бас
- Абрахам Лейборел мл. — drum loops
- Джон «JR» Робинсон — барабаны
- Коити Фукуда — гитара, электрическое фортепиано (13)[6]
- Саки Каскас — гитара (13)
- Orpheos — гитара (13)
- Уэйн Статик — вокал (13)
- Кенни Уэйн Шеппард — гитара (14)
- Майкл Маккьюшен, Ларри Ренч — оркестровка
- Патти Зиммитти, Дебби Дац-Пайл — оркестровые подрядчики
- Мако Суджиши — инженер записи (электро и бас гитары)
- Сандер Дейонг — инженер записи
- Эрик Сэрафин — запись барабанов
- Роберт Фернандес — инженер записи, микширование

## Отзывы
Рецензент из IGN поставил мультфильму 7 баллов из 10 и отметил, что «сама идея того, что Джокер находит способ интегрироваться во вселенную „Бэтмена будущего“, по своей сути крута». Ной Домингес из Comic Book Resources к 20-летию картины подчеркнул, что она «по-прежнему остаётся первоклассным анимационным проектом о Бэтмене», и одними из плюсов назвал «отличную историю и острые темы, [которые поднимает мультфильм]».

## Компьютерная игра
По мотивам мультфильма вышла одноимённая игра для консоли Game Boy Color, приставки PlayStation и Nintendo 64.